# Müden (Aller)
Müden (Aller) è un comune di 5.641 abitanti della Bassa Sassonia, in Germania.
Appartiene al circondario (Landkreis) di Gifhorn (targa GF) ed è parte della comunità amministrativa (Samtgemeinde) di Meinersen.